# Campeonato Potiguar de Futebol de 2022 - Segunda Divisão
O Campeonato Potiguar de Futebol - Segunda Divisão de 2022 foi a 26ª edição do campeonato estadual de futebol da 2ª divisão do Rio Grande do Norte. O torneio é organizado anualmente pela FNF e contou com a participação de sete equipes. O campeonato se deu início em 28 de setembro e encerrou-se em 13 de novembro, tendo como campeão o Alecrim Futebol Clube, que retorna à primeira divisão após 5 anos. O novo clube é a primeira SAF do futebol potiguar e segundo clube vegano do mundo, gerando curiosidade e expectativa. Entre os jogadores do Laguna, destaque para Nando, centroavante que jogou pelo ABC. Em 2 anos jogando pelo ABC, ele conseguiu um acesso à Série B e marcou 31 gols e foi artilheiro dos dois Campeonatos Potiguares que disputou. O clube também apresentou como parte do elenco o jovem Leandrinho, destaque revelado no torneio Super Matutão 2022 pela seleção de Arez.

## Regulamento
O Campeonato será disputado em pontos corridos onde as 7 (sete) equipes vão disputar em turno e returno, com jogos de ida e volta, o primeiro colocado garante o acesso a (Primeira Divisão de 2023).

## Classificação
- a. ^  O Atlético Potengi foi punido com a perda de quatro pontos pelo Tribunal de Justiça Desportiva por escalação irregular em partida contra o Visão Celeste.[6]

### 1ª rodada
| 28 de setembro de 2022 | 15:00 | Laguna | 1 – 1 | Mossoró | Barretão |

| 28 de setembro de 2022 | 15:00 | Alecrim | 6 – 0 | Parnamirim | Estádio Tenente Luiz Gonzaga |

| 28 de setembro de 2022 | 20:00 | Baraúnas | 1 – 2 | Visão Celeste | Nogueirão |

### 2ª rodada
| 1 de outubro | 15:00 | Visão Celeste | 0 – 0 | Atlético Potengi | Arena América |

| 1 de outubro | 15:00 | Parnamirim | 0 – 2 | Laguna | Barretão |

| 1 de outubro | 17:00 | Mossoró | 1 – 0 | Baraúnas | Nogueirão |

### 3ª rodada
| 05 de outubro | 15:00 | Atlético Potengi | 1 – 0 | Mossoró | Nazarenão |

| 05 de outubro | 15:00 | Laguna | 1 – 2 | Alecrim | Barretão |

| 05 de outubro | 20:00 | Baraúnas | 4 – 0 | Parnamirim | Nogueirão |

### 4ª rodada
| 9 de outubro | 15:00 | Parnamirim | 0 – 2 | Atlético Potengi | Barretão |

| 9 de outubro | 15:00 | Alecrim | 3 – 1 | Baraúnas | Arena América |

| 9 de outubro | 17:00 | Mossoró | 0 – 2 | Visão Celeste | Nogueirão |

### 5ª rodada
| 12 de outubro | 15:00 | Visão Celeste | 0 – 0 | Parnamirim | Arena América |

| 12 de outubro | 17:00 | Baraúnas | 0 – 2 | Laguna | Nogueirão |

| 13 de outubro | 15:00 | Atlético Potengi | 0 – 5 | Alecrim | Nazarenão |

### 6ª rodada
| 15 de outubro | 15:00 | Parnamirim | 0 – 3 | Mossoró | Arena América |

| 16 de outubro | 15:00 | Alecrim | 1 – 0 | Visão Celeste | Arena América |

| 16 de outubro | 18:00 | Laguna | 3 – 0 | Atlético Potengi | Nazarenão |

### 7ª rodada
| 19 de outubro | 15:00 | Atlético Potengi | 0 – 1 | Baraúnas | Nazarenão |

| 19 de outubro | 15:00 | Visão Celeste | 1 – 2 | Laguna | Arena América |

| 19 de outubro | 19:00 | Mossoró | 1 – 0 | Alecrim | Nogueirão |

### 8ª rodada
| 22 de outubro | 15:00 | Parnamirim | 0 – 8 | Alecrim | Arena América |

| 23 de outubro | 15:00 | Visão Celeste | 1 – 2 | Baraúnas | Arena América |

| 23 de outubro | 15:00 | Mossoró | 1 – 0 | Laguna | Nogueirão |

### 9ª rodada
| 26 de outubro | 15:00 | Atlético Potengi | 1 – 3 | Visão Celeste | Nazarenão |

| 26 de outubro | 15:00 | Laguna | 9 – 0 | Parnamirim | Arena América |

| 26 de outubro | 20:00 | Baraúnas | 1 – 1 | Mossoró | Nogueirão |

### 10ª rodada
| 29 de outubro | 15:00 | Parnamirim | 0 – 3 | Baraúnas | Nazarenão |

| 29 de outubro | 15:00 | Alecrim | 1 – 1 | Laguna | Arena América |

| 29 de outubro | 17:00 | Mossoró | 1 – 0 | Atlético Potengi | Nogueirão |

### 11ª rodada
| 02 de novembro | 15:00 | Atlético Potengi | 7 – 1 | Parnamirim | Nazarenão |

| 02 de novembro | 15:00 | Visão Celeste | 3 – 2 | Mossoró | Nogueirão |

| 02 de novembro | 20:00 | Baraúnas | 2 – 2 | Alecrim | Nazarenão |

### 12ª rodada
| 06 de novembro | 15:00 | Alecrim | 6 – 0 | Atlético Potengi | Tenente Luiz Gonzaga |

| 06 de novembro | 15:00 | Parnamirim | 0 – 6 | Visão Celeste | Nazarenão |

| 07 de novembro | 15:00 | Laguna | 2 – 1 | Baraúnas | Arena América |

### 13ª rodada
| 09 de novembro | 15:00 | Visão Celeste | 3 – 2 | Alecrim | Arena América |

| 10 de novembro | 15:00 | Atlético Potengi | 2 – 3 | Laguna | Nazarenão |

| 09 de novembro | 20:00 | Mossoró | 2 – 0 | Parnamirim | Nogueirão |

### 14ª rodada
| 13 de novembro | 15:00 | Alecrim | 1 – 0 | Mossoró | Arena América |

| 13 de novembro | 16:00 | Baraúnas | 1 – 1 | Atlético Potengi | Nazarenão |

| 13 de novembro | 16:00 | Laguna | 3 – 2 | Visão Celeste | Barretão |

Todos os jogos seguirão o horário local padrão (UTC−3).

## Premiação
| Campeonato Potiguar - Segunda Divisão 2022 |
| Natal                                      |
| ------------------------------------------ |
| Alecrim Campeão (1.º título)               |

## Técnicos
| Equipe           | Técnico                |
| ---------------- | ---------------------- |
| Alecrim          | Higor César (1ª—)      |
| Atlético Potengi | Caio Bione (1ª-)       |
| Baraúnas         | Paulo Sérgio (1ª—)     |
| Laguna           | Gustavo Nabinger (1ª—) |
| Mossoró          | Allan Paschoal (1ª—)   |
| Parnamirim       | Ítalo Oliveira (1ª—)   |
| Visão Celeste    | Carlos Gutemberg (1ª—) |